# Щефан Курти
Щефен Курти (на албански: Shtjefën Kurti) е албански католически свещеник, националист и общественик, религиозен дисидент, мъченик на Католическата църква и християнски новомъченик. Многократно репресиран от комунистическия режим. Екзекутиран е за тайно кръщение на дете.

## Образование
Роден в семейството на богат косовски търговец. Получава средно образование в йезуитското училище в Шкодра. Продължава образованието си в Австрия и Италия. Учи в богословския факултет на Университета в Инсбрук.
На 13 май 1924 г. Щефан Курти е ръкоположен за католически свещеник в Рим. След това служи като свещеник в Скопие, Ново Село и Дяково.

## Служба
Щефан Курти служи в католическата енория Дяково. Той се придържа към албанските национално-патриотични възгледи. През 1929 г. подписва апел към Обществото на народите за защита на албанското католическо население в Косово от терора на Белград и великосръбските шовинисти, заради което югославското правителство го гони от Метохия и на 2 януари 1930 г. се премества в Албания.
Служи като викарий в Круя. През 1936 г. е преместен в Тирана. От 1938 г. е ректор на католическата енория в албанската столица и капелан на кралица Хералдина, съпругата на Зог I.
През Втората световна война помага на жителите на Тирана, загубили домовете си в резултат на военните действия, преговаряйки с италианските и германските окупационни власти. Помага на албанските евреи да се скрият от нацисткия геноцид.

## Затвор
След като Албанската комунистическа партия идва на власт, Щефан Курти получава предложение за сътрудничество от новите власти. Той обаче го отхвърля заради противохристиянския и противонационалния характер на комунистите. Той е особено възмутен от тогавашния съюз на албанските комунисти с югославския режим, възприемайки връзките на Енвер Ходжа с Тито като предателство към косовските албанци. На 16 септември 1946 пише писмо до папата, в което го информира за преследването срещу Католическата църква, обявена за „фашистка“.
Курти е арестуван за първи път от властите на НРА на 28 октомври 1946 г. Той е обвинен в сътрудничество с окупаторите и участие в антикомунистическа съпротивителна организация. На 17 април 1947 г. военен съд осъжда Курти на смърт, но после присъдата му е заменена с 20 години затвор. Въпреки силния натиск, Курти отказва да се отрече от Христовата вяра.
Амнистиран е на 5 май 1963 г. след 17 години затвор. Служи в католическата енория Гурез. На два пъти през 60-те години той търпи психологически изтезания, които включват симулирани екзекуции, по време на втората от които той е принуден да копае гроб, който е бил убеден, че е негов.

## Убийство
През 1967 г. режимът на Ходжа обявява Албания за „първата атеистична държава в света“. Изповядването на всички религии е забранено и направено равносилно на противодържавна дейност. Храмовете се конфискуват от вероизповеданията, дадени са за държавни нужди или са унищожени. Щефан Курти е арестуван и осъден на 20 години принудителен труд в кооперативно стопанство под надзора на албанската тайна полиция Сигурими за опит да защити католически храм в Гурес.
През 1970 г. Щефан Курти тайно кръщава момче по молба на майка му. Това става известно на Сигурими (вероятно чрез донос). Курти отново е арестуван и през юни 1970 г. се явява пред военен съд. Той е обвинен не само в извършване на забранена религиозна церемония, но и в противокомунистическа агитация, в негативни изказвания относно политическия режим и системата на кооперативните земеделски стопанства. На процеса Курти се държи с достойнство и не моли за милост.
| „     | Служа на Христос и не се страхувам от смъртта, защото съм невинен | “ |
| [ 2 ] |                                                                   |   |

Щефан Курти е осъден на смърт (няколкото кооперативни селскостопански работници, сприятелили се с него и родителите на кръстеното дете, получават дълги присъди, а детето е изпратено в детски дом). Разстрелян е на 20 октомври (според други източници 29 септември ) 1971 г. Мястото на погребението е неизвестно, вероятно в общ гроб в гробище в Шкодра.

## Беатификация
Понеже екзекуцията му не е официално съобщена в Албания, историята на Щефан Курти става известна едва през 1973 г. Първата информация за съдбата му е дадена от италианската държавна телевизия Rai. Това води до международни протести срещу терора на албанския сталинистки режим. .
През ноември 2002 г. архиепископията на Шкодер-Пулт посочва 40 албански католически мъченици, включително Щефан Курти. Във Ватикана започва процес на беатификация. На 26 април 2016 папа Франциск I поставя Щефан Курти сред мъчениците на Католическата църква.
След падането на комунистическия режим, училище в албанско село е кръстено на Щефан Курти.